# Imokilly Regato
Imokilly Regato es un queso irlandés protegido como DOP en virtud del Reglamento (CE) n.º 2107/1999 de la Comisión, de 4 de octubre de 1999 , después de haberse recibido varias declaraciones de oposición, que fueron objeto de una aclaración que los Estados miembros afectados consideraron satisfactoria. 

## Historia
Proviene del condado de Cork, en lo que fue la baronía de Imokilly, cuyo nombre toma el queso. La provincia irlandesa de Munster tiene una larga tradición de elaboración de quesos. Las baronías de Imokilly, Fermoy y Muskerry han sido particularmente aptas para la lechería desde los tiempos medievales. El nombre de la baronía de Imokilly deriva del antiguo nombre gaélico de la región: Ui MacCaille. 
Antes de que se creara en 1930 la «Imokilly Cooperative», la región ya era famosa por su mantequilla y sus quesos artesanos. Las referencias a la tradición de la fabricación de quesos en la zona se remontan a la tradición gaélica más antigua. La población local, parte de la cual comenzó su vida laboral en el servicio doméstico de la aristocracia terrateniente local, recuerda que el queso se hacía de forma casera en esa zona hasta después de la Segunda Guerra Mundial y que en el balneario de Blarney se fabricaba un queso de cuajada con fines comerciales destinado a los pacientes que acudían a dicho centro para tratarse.

## Elaboración
Se elabora con leche de vaca elaborado por Dairygold Mogeely, que sólo ha pastado en pastos naturales en una zona delimitada de 3.000 km², aproximadamente, situados en el sureste del condado de Cork. El queso se elabora entre marzo y octubre. Por el largo período de pasto en la zona, la leche contiene altos niveles de betacaroteno, el precursor de la vitamina A, que le da un especial color al queso: entre el amarillo paja al crema dorado.
El régimen de pastoreo también influye en el contenido de materia grasa de la leche, que presenta un porcentaje más elevado de lo normal de ácidos grasos con un bajo punto de fusión, lo que repercute en el sabor.
En el fermento del queso se utilizan como bacterias principales una cepa de cultivo especialmente definida, a la que se añaden otras cepas seleccionadas. Tras la maduración, se añade un cuajo individualizado, mezclado en las instalaciones diariamente. 
La cuajada de quesos se deposita en moldes para darle forma. Una vez prensado, el queso se sala dos veces, la segunda de ellas manualmente. Después, se conserva en condiciones controladas durante un periodo de maduración de nueve a doce meses.

## Fuente
- Solicitud de reconocimiento como DOP, publicada en el DOCE 11-11-1998

- Datos: Q6005710